# Olga Kastelic
Olga Kastelic - Marjetka, slovenska partizanka prvoborka, urednica in dokumentaristka, * 25. september 1924, Hrastnik, † 27. februar 2003, Ljubljana.
Kasteličeva se je maja 1941 v rodnem Hrastniku vključila v NOB, spomladi 1942 pa je odšla v Štajerski partizanski bataljon in istega leta postala članica KPS, naslednje leto oktobra pa sekretarka OK SKOJa za Mežiško dolino. Po koncu vojne se je med drugim zaposlila v Muzeju ljudske revolucije v Ljubljani in na Akademiji za gledališče, radio, film in televizijo v Ljubljani. S spominskimi in zgodovinskimi zapisi, z organizacijskim in uredniškim delom (Vestnik koroških partizanov) je veliko prispevala osvetlitvi NOB na Koroškem.
Kasteličeva, ki je bila nosilka Partizanske spomenice, je leta 1956 na Filozofski fakulteti v Ljubljani diplomirala iz francoskega in slovenskega jezika s temo Rousseaujeva Nouvelle Heloise in Stritarjev Zorin.

## Odlikovanja
- partizanska spomenica 1941
- častna občanka Hrastnika